# Santa Bárbara (Califórnia)
Santa Bárbara é uma cidade localizada no estado norte-americano da Califórnia, no condado de Santa Bárbara, do qual é sede. Foi incorporada em 9 de abril de 1850. Cidade natal da artista e cantora americana Katy Perry.

## Geografia
De acordo com o Departamento do Censo dos Estados Unidos, a cidade tem uma área de 108,7 km², onde 50,4 km² estão cobertos por terra e 58,3 km² por água.

## Demografia
Segundo o censo nacional de 2010, a sua população é de 88 410 habitantes e sua densidade populacional é de 1 753,2 hab/km². É a segunda cidade mais populosa do condado de Santa Bárbara. Possui 37 820 residências, que resulta em uma densidade de 749,99 residências/km².

### Naturais
- Filhos notórios

## Lista de marcos
A relação a seguir lista as entradas do Registro Nacional de Lugares Históricos em Santa Barbara. Aquelas marcadas com ‡ também são um Marco Histórico Nacional.
- Acacia Lodge
- Allan Herschell 3-Abreast Carousel
- Andalucia Building
- Distrito Arqueológico da Ilha de Santa Cruz
- El Paseo and Casa de la Guerra
- Faith Mission
- Hammond's Estate Site
- Hill-Carrillo Adobe
- Janssens-Orella-Birk Building
- Joseph and Lucy Foster Sexton House
- Los Banos del Mar
- Madulce Guard Station and Site
- Mission Santa Barbara‡
- Painted Cave
- Point Conception Light Station
- Rafael Gonzalez House‡
- Rattlesnake Canyon Bridge
- San Marcos Rancho
- San Miguel Island Archeological District
- Santa Barbara Club
- Santa Barbara County Courthouse‡
- Santa Barbara Island Archeological District
- Santa Barbara Presidio
- Santa Barbara Veterans Memorial Building
- Southern Pacific Train Depot
- St. Vincent Orphanage and School Building
- Thomas Hope House
- US Post Office-Santa Barbara Main
- Val Verde
- Virginia Hotel